# Modernitat reflexiva
La modernitat reflexiva és un canvi de la societat industrial que es produeix de forma no planejada, a remolc de la modernització normal, de mode automàtic, i dins d'un orde polític i econòmic intacte. Per tant, la modernització reflexiva significa que és una modernització potenciada amb un abast capaç de modificar la societat.
La modernitat reflexiva tracta sobre els canvis provocats per la realització dels ideals de la modernitat, com el sufragi universal i l'educació, l'estat de benestar, els drets civils i polítics, canvis que van provocar la segona modernitat. Els autors ho consideren modernitat reflexiva perquè s'oposa a la seva versió anterior. Com Ulrich Beck defensava: La modernitat reflexiva és una destrucció creativa on un tipus de modernització destrueix una altra i la modifica.
Autors com Beck i Giddens parlen d'una modernitat reflexiva on l'home comença a adonar-se dels riscos i perills de les seves actituds, neix la consciència social i comprenen que viuen en una societat de risc, reconeixent l'existència d'una imprevisibilitat de les seves accions i no només reinventen la tradició, sinó que la reflexivitat reformula les pràctiques socials de manera que altera el caràcter d'una societat

## Concepte
El concepte va ser definit per tres dels principals sociòlegs europeus: Anthony Giddens, Ulrich Beck i Scott Lash (1997). La introducció del concepte va servir per a reevaluar la sociologia com una ciència del present (més enllà del marc conceptual de principis del segle XX); i proporcionar un contrapes al paradigma posmodernista que ofereix una visió constructiva conjuntament amb la desconstrucció.
Modernització reflexiva vol dir: una transformació de la societat industrial, la que es consumeixi en el curs de les modernitzacions independents, normals, no planejades i latents i, amb un ordre econòmic i polític constant, intacte, té un triple objectiu: una radicalització de la modernitat que dissol les premisses i contorns de la societat industrial i obre un camí a altres modernitats- o contramodernitats-.
La modernitat reflexiva vol dir que una època de la modernitat desapareix i una segona sorgeix, encara sense nom, i això no ocorre a través d'eleccions, sinó com a efecte secundari latent del normal, del conegut: modernitzacions establertes segons l'esquema i la recta de la societat industrial occidental, la modernització reflexiva inaugura la possibilitat d'una (acte) destrucció creativa per a tota una època, l'època industrial.
La modernitat significa una sintesis involuntaria entre innovació i revolució, i es basa en els principis de: la societat de risc, la individualització i la relfexió.

## Contramodernitat
La contramodernitat és el contrari de la modernitat. La modernitat significa: dubitabilitat, decisió i calculabilitat, mentre que contramodernitat significa: indubitabilitat, indecisió, inculcabilitat.
La contramodernidat primer ha ser construïda, triada, i és per tant un projecte i un producte de la modernitat. Segon, contradiu la modernitat; tercer, la limita en la formació de les seves estructures, i quart, està basada en la seva oberta contradicció amb la modernitat per una contínua modernització, és amenaçada, i obté la seva estabilitat estructural a través de peculiars maneres de legitimació.
Absorbeix i descarta les qüestions que planteja la modernitat.

## La societat de risc
Ulrich Beck esmenta en els seus llibres la societat de risc, aquesta fa referència a una fase de desenvolupament de la societat moderna en la qual els riscos socials, polítics, ecològics i individuals generats per la mateixa dinàmica de la renovació, se sostreuen creixentment a les institucions de control i assegurament de la societat industrial.No és una opció que es pugui decidir perquè sorgeix del desenvolupament mateix d'un procés de modernització independitzat, cec en quant a les seves conseqüències i els seus perills. Tendeix a ser una societat autocrítica.
La societat de risc s'incicia quan la seguretat promesa en els sistemes de normes socials en relació amb els perills destacats per les decisions, falla. L'ingrés de la societat de risc té lloc en el moment en què els perills socialment decidits i, per tant, produïts, sobrepassen els límits de l'assegurabilitat.
El concepte de la societat de risc es caracteritza per debatre aquest sistema (l'actual) i canvi d'època en tres fases; primer, la relació de la societat moderna industrial amb els recursos de la natura i la cultura; en segon lloc, es tracta sobre la relació de la societat amb els perills i problemes que la societat ha generat (això val per totes les esferes parcials de la societat -economia, justícia i ciència- però resulta un problema en l'esfera de l'acció i decisions polítiques); per acabar, en tercer lloc, suposa la dissolució, la destrucció i el desencantament de les fonts de pensament col·lectives i específics de certs grups de la cultura social industrial que dona pas al procés d'individualització.
- La individualització significa; primer la desintegració; i segon, la substitució de les formes de vida socioindustrials per unes altres, en les que els individus han de produir, escenificar i apedaçar ells mateixos, les seves biografies. Segons Giddens: desintegració i substitució, no passen per casualitat, ni voluntàriament, ni a causa de diferents condicions històriques.

Gràcies al concepte societat de risc es pot definir la teoria de la modernitat reflexiva.

## Teoria de la modernitat
La teoría de la modernitat reflexiva parteix de: la societat de risc, individualització, la reflexió i la reflexivitat.
Segons la teoría de la modernitat reflexiva, aquests canvis que es produeixen no es poden evitar encara que les conseqüències siguin indesitjables i que encara no trobem respostes o alternatives.
La teoria de la modernització reflexiva s'ha de debatre amb dues orientacions en pugna i en aquesta disputa ha d'afinar i afirmar els seus contorns i enunciats. D'una banda es troben les teories dominants de la modernització socioindustrial simple i per l'altre banda es van agrupar les teories de la postmodernidat.
Les modernitats nexien a partir de la suma entre l'anhelat i el confiat.